# Frea aedificatoria
Frea aedificatoria là một loài bọ cánh cứng trong họ Cerambycidae.